# Pontestura
Pontestura (piemontesisch Pont da Stura) ist eine Gemeinde in der italienischen Provinz Alessandria (AL), Region Piemont.

## Lage und Einwohner
Die Gemeinde Pontestura liegt 42 Kilometer nordwestlich von der Provinzhauptstadt Alessandria entfernt direkt am Po. Das Gemeindegebiet umfasst eine Fläche von 18,87 km² und hat 1324 (Stand 31. Dezember 2023) Einwohner.
Die Nachbargemeinden sind Camino, Casale Monferrato, Cereseto, Coniolo, Morano sul Po, Ozzano Monferrato, Serralunga di Crea und Solonghello.

### Verkehrsanbindung

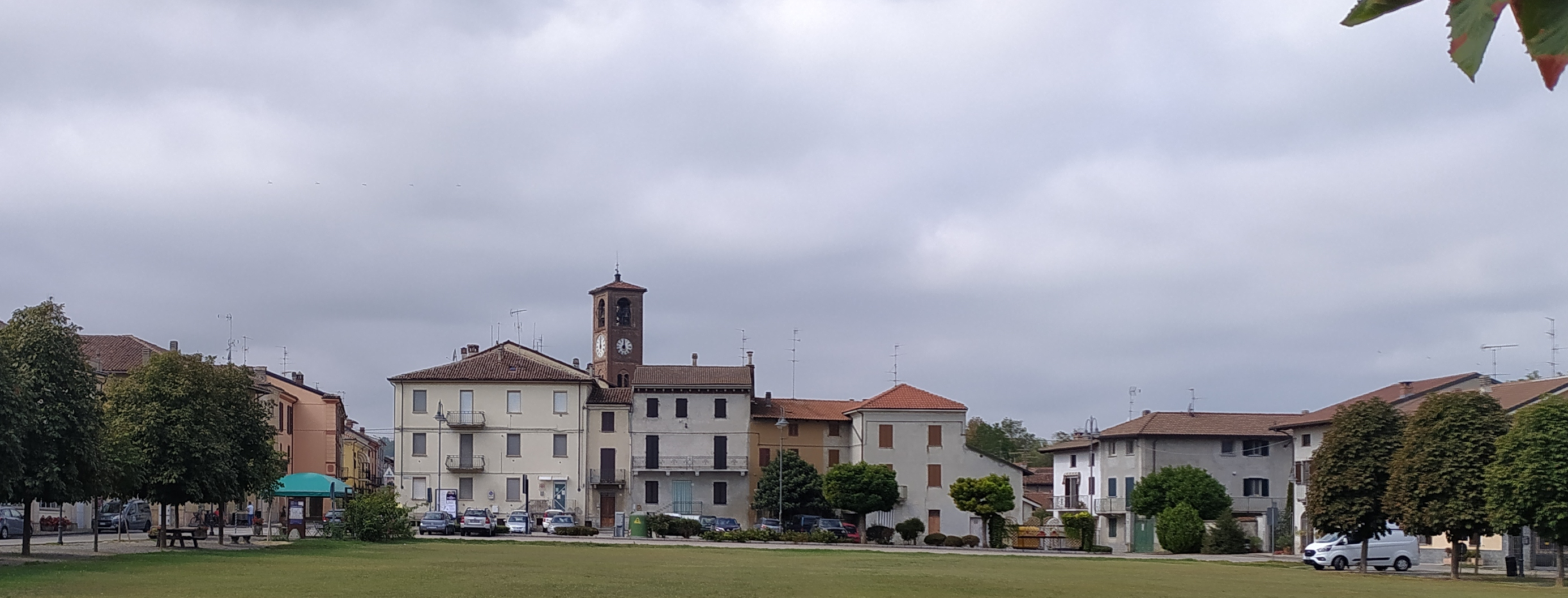
Panorama

Die Staatsstraße (Strada statale) 455 führt an der Gemeinde als Umgehungsstraße vorbei. Die Straße beginnt in Vercelli und mündet bei Pontestura in die Staatsstraße 457. Im 12 Kilometer entfernten Casale Monferrato besteht ein Anschluss an die Autostrada A26.

## Geschichte

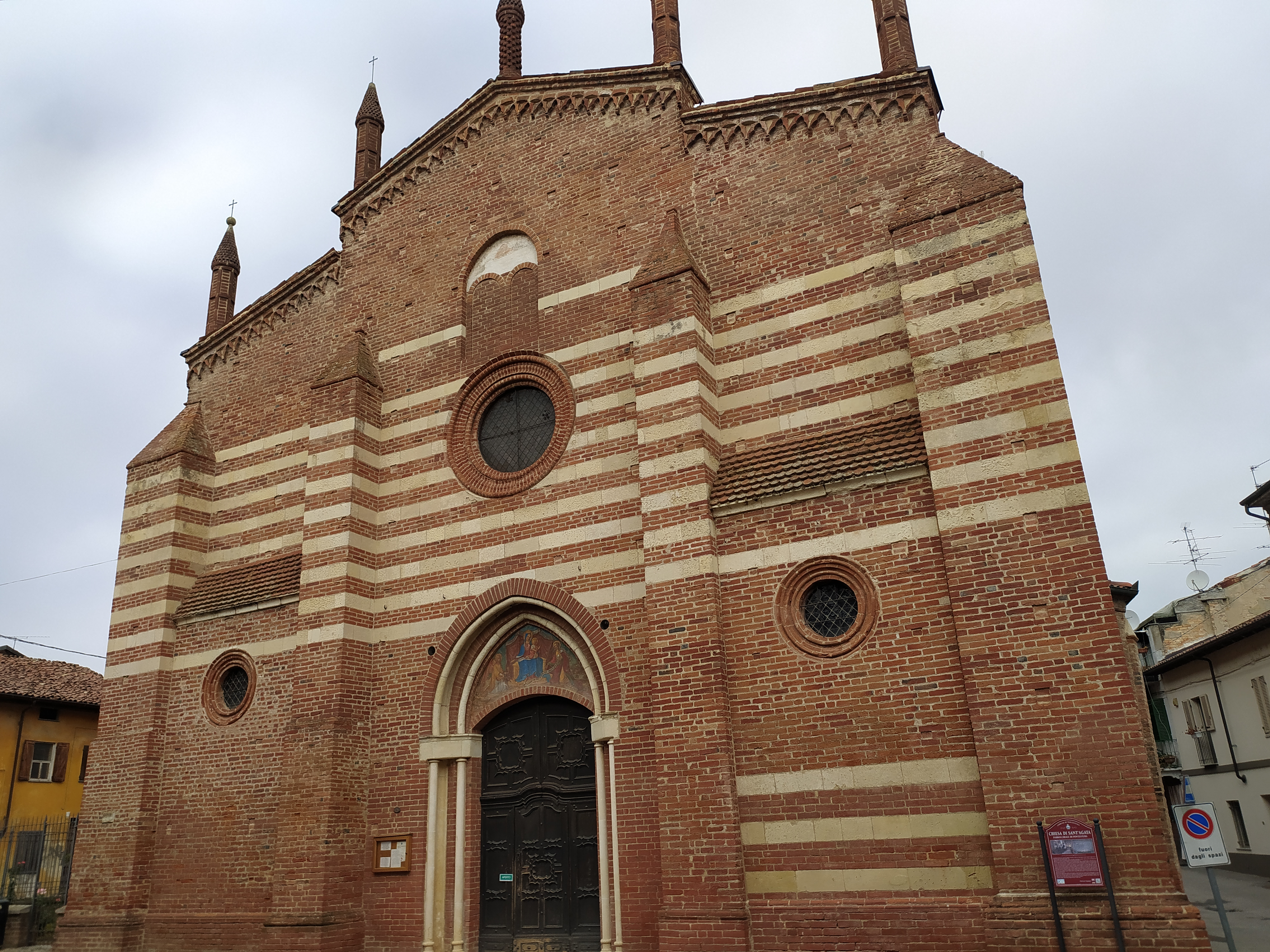
Kirche San Agata

Der Ortsname bezieht sich auf die Brücke, die den Übergang über den Po ermöglichte und möglicherweise PONS TURRIS hieß. Von diesem Namen gibt es jedoch keine Spuren. Stattdessen wird im Jahr 882 die Form PONS NOTINGUS zu Ehren von Nottingo, dem Bischof von Vercelli, aufgezeichnet. Als nächstes erscheint PONS STURIE, gefolgt von zahlreichen weiteren Dokumenten, wie PONS DE STURA, PONS DE ASTURIA und PONTISTURE. Der Bezug zur Stura erscheint daher sehr wahrscheinlich und ist nicht nur mit der Brücke, sondern auch mit dem Hydronym eng verbunden.
Die Siedlung entstand während der Römerzeit rund um die Straße, die Asti mit Vercelli verband und den Po mit einer Brücke unweit der Siedlung überquerte. Zeugnisse seiner Entwicklung in der Römerzeit sind ein bronzener Sesterz des Kaisers Konrad und ein Meilenstein, der den Namen Konstantins trägt. Die erste schriftliche Erwähnung stammt aus dem Jahr 1164.
Ein Jahrhundert später wurde es von den Visconti besetzt, die gegen die Markgrafen von Monferrato in den Krieg zogen. Im Jahr 1306 schworen seine Bewohner den Paleologi die Treue, die es bald an die Scarampi abtraten. Die Herrschaft dieser letzten Herrschaft war nur von kurzer Dauer. Im Jahr 1405 nahm die Familie Monferrato sie wieder in Besitz und arrangierte eine Heirat, die sie mit den Viscontis verwandt machte.
Ende des 17. Jahrhunderts wurde es gegen seinen Willen in die Erbfolgekriege verwickelt und ging in den Besitz des Savoyen über.

## Sehenswürdigkeiten
- Die Pfarrkirche Sant’Agata im gotisch-lombardischen Stil aus dem 13. und 14. Jahrhundert mit einer Fassade, die durch Streifen aus Tuffstein und roter Terrakotta gekennzeichnet ist und in deren Inneren man die Madonna del Rosario bewundern kann, die Orsola Caccia, der Tochter von Moncalvo, zugeschrieben wird.[3]
- Das Oratorium San Giacomo aus dem 18. Jahrhundert, dessen Stil Ausdruck des Übergangs vom Spätbarock zur neoklassischen Kultur ist.
- Das Gewichtsmuseum (Museo del Peso), eine Sammlung von Waagen, Gleichgewichten und antiken Gegenständen die Geschichte der kommerziellen und landwirtschaftlichen Aktivitäten erzählt.[4]

## Kulinarische Spezialitäten
Bei Pontestura werden Reben der Sorte Barbera für den Barbera d’Asti, einen Rotwein mit DOCG Status, sowie den Barbera del Monferrato angebaut.

## Söhne und Töchter
- Margherita Paleologa (1510–1566), Markgräfin von Montferrat
- Aldo Mongiano (1919–2020), römisch-katholischer Ordensgeistlicher und Bischof von Roraima in Brasilien
- Aldo Novarese (1920–1995), Schriftendesigner